# Rajliwka
Rajliwka (ukr. Райлівка, ros. Райлевка) – przystanek kolejowy w miejscowości Raliwka (hist. Radłowice), w rejonie samborskim, w obwodzie lwowskim, na Ukrainie.